# Roma (film, 2018)
Roma är en mexikansk-amerikansk dramafilm skriven och regisserad av Alfonso Cuarón, som även har producerat, filmat och redigerat filmen. Den utspelar sig mellan 1970 och 1971 och handlar om hushållerskan Cleo (Yalitza Aparicio) som arbetar för en medelklassfamilj som består av makarna Sofia (Marina de Tavira) och Antonio (Fernando Grediaga), deras fyra barn och Sofias mor Teresa (Verónica García). Filmen är delvis baserad på Cuaróns uppväxt i Mexico City och dess titel hänvisar till ett bostadsområde i staden, Colonia Roma.
Roma hade sin världspremiär på filmfestivalen i Venedig den 30 augusti 2018, där den belönades med Guldlejonet. Den släpptes i ett begränsat antal biografer den 21 november 2018 och började strömma på Netflix den 14 december 2018. Filmen fick flera positiva recensioner av recensenter, som berömde Cuarons manus, regi och foto, samt Aparicios och de Taviras skådespel.
Roma fick flera utmärkelser och nomineringar, bland annat 10 nomineringar vid Oscarsgalan 2019, inklusive för Bästa film, Bästa icke-engelskspråkiga film, Bästa regi, Bästa kvinnliga huvudroll (Aparicio) och Bästa kvinnliga biroll (De Tavira). Filmen vann två priser vid Golden Globe-galan 2019 för Bästa regi och Bästa utländska film, och fyra priser av Critics' Choice Movie Awards 2019, inklusive för Bästa regi och Bästa film. Den fick också sju nomineringar vid BAFTA-galan 2019.

## Rollista
- Yalitza Aparicio − Cleodegaria "Cleo" Gutiérrez
- Marina de Tavira − Sra. Sofía
- Fernando Grediaga − Antonio
- Jorge Antonio Guerrero − Fermín
- Marco Graf − Pepe
- Daniela Demesa − Sofi
- Diego Cortina Autrey − Toño
- Carlos Peralta − Paco
- Nancy García − Adela
- Verónica García − Teresa
- José Manuel Guerrero Mendoza − Ramón
- Latin Lover − Professor Zovek